# ACP1000

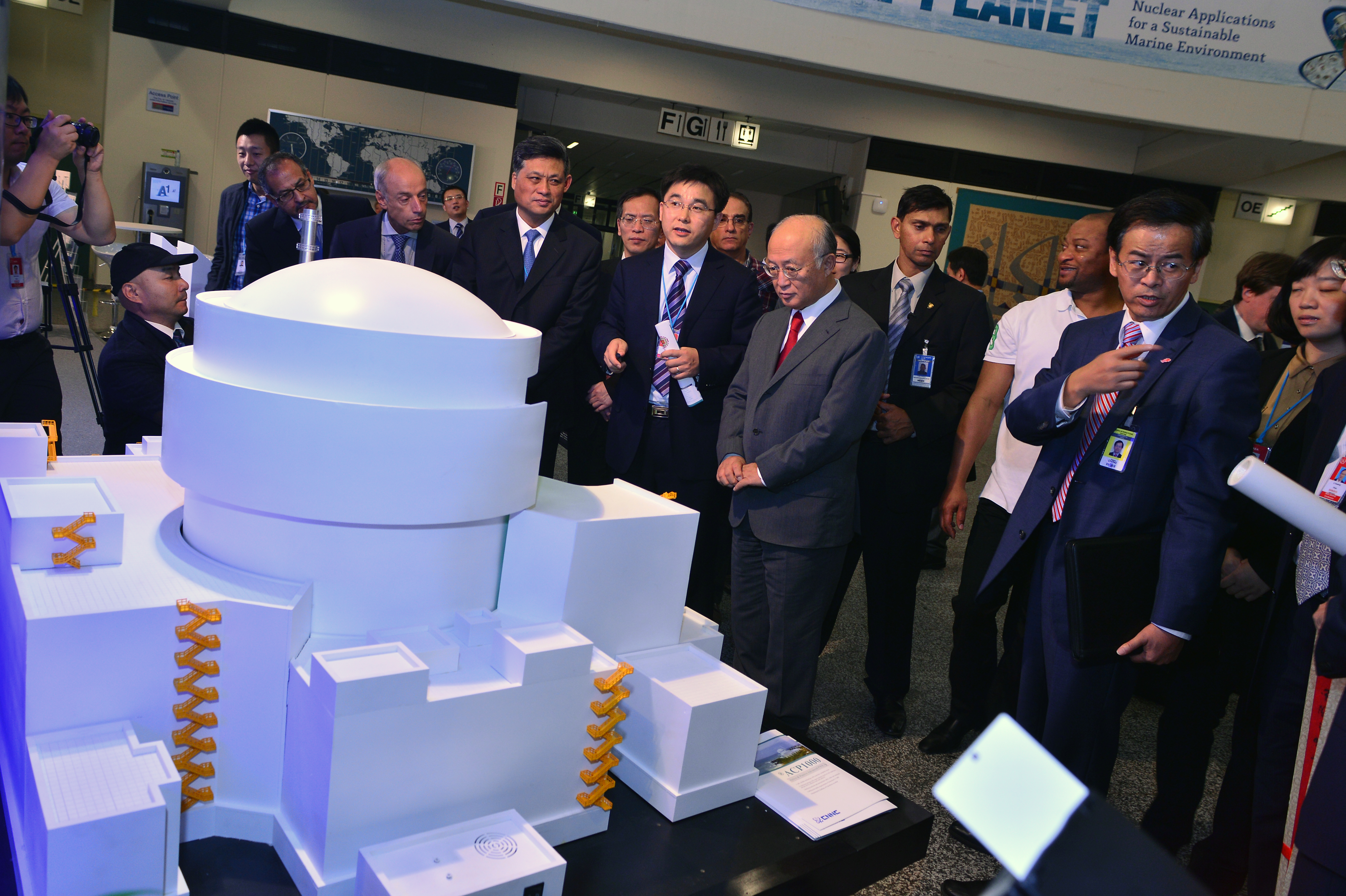
ACP1000 模型

ACP1000是“先进中国压水堆1000兆瓦”之意。由中国核工业集团公司研发，具有自主知识产权。
ACP1000是中核集团在三十年核电设计、建设经验基础上，消化吸收国家引进三代核电技术，经过十几年持续研发、不断改进和自主创新，充分考虑福岛核事故后最新经验反馈，充分利用国内外同行优势资源和能力所取得的成果。

## 概觀
1997年，中国核工业总公司在已有的300兆瓦、600兆瓦核电项目之上，开始研制1000兆瓦的CNP1000核电机组。1999年设计总体方案。在1999年，中国核工业总公司裂解为中国核工业集团公司与中国核工业建设集团公司。
2009年，中核集团开始CP1000的核电机组项目。2010年4月，完成初步设计。2011年3月具备了工程建设条件。
2011年3月发生了日本福岛核事故。随即，CP1000项目全面借鉴引进的AP1000，实现国际上第三代核电站的标准，改称ACP1000。2012年底完成初步设计採用非能动堆芯冷却系统，極小概率的最糟多重外部事故下無外界干涉還可安全運轉14天為緊急事故處置爭取充分時間，為世界核能科技前列，采取较低的堆芯功率密度设计。双层安全壳。单堆布置，即一个核反应堆与一套汽轮机发电厂房，而不是傳統两反应堆配套一个汽轮机发电厂房。设计寿命60年。之後還以同等科技設計了ACP100小型反應爐。
2013年4月，中核集团与中广核集团共同研发“华龙一号”。2014年初中核和中广核分别宣称完成技术设计、具备开工条件。2015年4月首次联合对外发布。 

## 工程实施
福清核电站的第5、第6号机组将建设ACP1000。首堆目标工程设备国产化率大于85%。2015年5月正式开工。

## 参阅
- ACP100